# Jean Coladon
Jean Coladon est un peintre, dessinateur et affichiste français, né le 6 octobre 1933 à Sucy-en-Brie (France).

## Biographie[1]
Diplômé en 1951 de l’École des Arts appliqués de Paris, aujourd’hui nommée École Duperré, Jean Coladon commence sa vie professionnelle comme graphiste d’enseignes lumineuses pour la société Luneix-Néon,, établie depuis 1936 Cité Véron, à Paris. Dans ce petit passage, mitoyen du Moulin Rouge, résidaient deux personnalités marquantes, Jacques Prévert et Boris Vian, qu’il croisait quotidiennement sans jamais oser les aborder, mais l'esprit de leurs œuvres allait avoir une influence certaine sur lui.
Après un long service militaire en Algérie, Jean Coladon développe enfin ses compétences comme affichiste et graphiste publicitaire, d’abord en agence, puis dans le studio qu’il crée à Paris : Studio Art 88.
Excellent aquarelliste et dessinateur surdoué, il démontre comment le dessin d’un objet est plus évocateur que sa reproduction photographique. Ainsi il illustre de nombreux ouvrages commerciaux, dont les guides édités par Reader’s Digest.
À partir de 1973, vivement encouragé par le peintre Jean-François Millan, il explore la peinture de chevalet parallèlement à son travail d’agence. 
Sa première exposition a lieu en 1975, au Salon des artistes français présenté au Grand Palais.
En 1978, Jean Coladon crée une académie de dessin sur le corps vivant : l’APACQ (avec le sculpteur Gilles Candelier, le graveur Yves Jobert et l’actrice Nicole Fallet), association aujourd’hui consacrée au théâtre de quartier.
En 1982, il quitte Paris et son travail de graphiste pour ne plus se consacrer qu’à la peinture. Il vit et travaille à Moissac, en Tarn-et-Garonne.
Son travail s’inscrit depuis toujours dans l’univers le plus figuratif de la peinture contemporaine, celui qui englobe l’hyperréalisme, le surréalisme, et le symbolisme fantastique.  
Chaque détail semblant donner du sens, sa peinture peut être vue comme une énigme ou un rébus relatant un rêve personnel.
« Il est apparent que LA FEMME tient une grande place dans ma peinture. Elle n’est que le contrepoint du regard que je porte sur les agissements de cet animal qu’est l’homme. »
Citation de Jean Coladon.
« Peut-être Jean a-t-il choisi la femme comme principe éternel, comme source de vie, et fatalement de mort aussi ? Peut-être veut-il parler beaucoup moins des femmes et beaucoup plus de la destinée ? » Citation de Robert Verheuge.